# Gaio Papirio
Gaio Papirio (...-... lat. Gaius Papirius) fu pontefice massimo nel 509 a.C. da alcuni studiosi ritenuto la stessa persona sotto il nome di Sesto Papirio. Apparteneva alla gens Papiria una delle più antiche gens dell'epoca arcaica romana, secondo un'altra teoria Sesto Papirio non sarebbe altro invece che Sesto Publio Papirio (lat. Sestus Publius Papirius).

## Opere
Di Gaio Papirio non si hanno notizie di opere, ma Sesto Pomponio ci parla nel suo Enchiridion di un Sesto Papirio vissuto nel periodo di Tarquinio il Superbo e autore di un'opera che va sotto il nome di Ius Civile Papirianum: una raccolta di tutte le leges regiae dell'età monarchica. Alcuni studiosi credono che si parli della stessa persona poiché Pomponio afferma che Sesto Papirio era molto conosciuto nell'epoca in cui visse, Da un'altra tradizione poi Gaio Papirio sarebbe il raccoglitore delle sole leges di Numa Pompilio e questo ha fatto pensare a alcuni studiosi che ci fossero state due raccolte delle leges regiae: una di Sesto Publio Papirio e una di Gaio Papirio. Ancora oggi non si è certi di quale sia la realtà dei fatti.